# United States Census

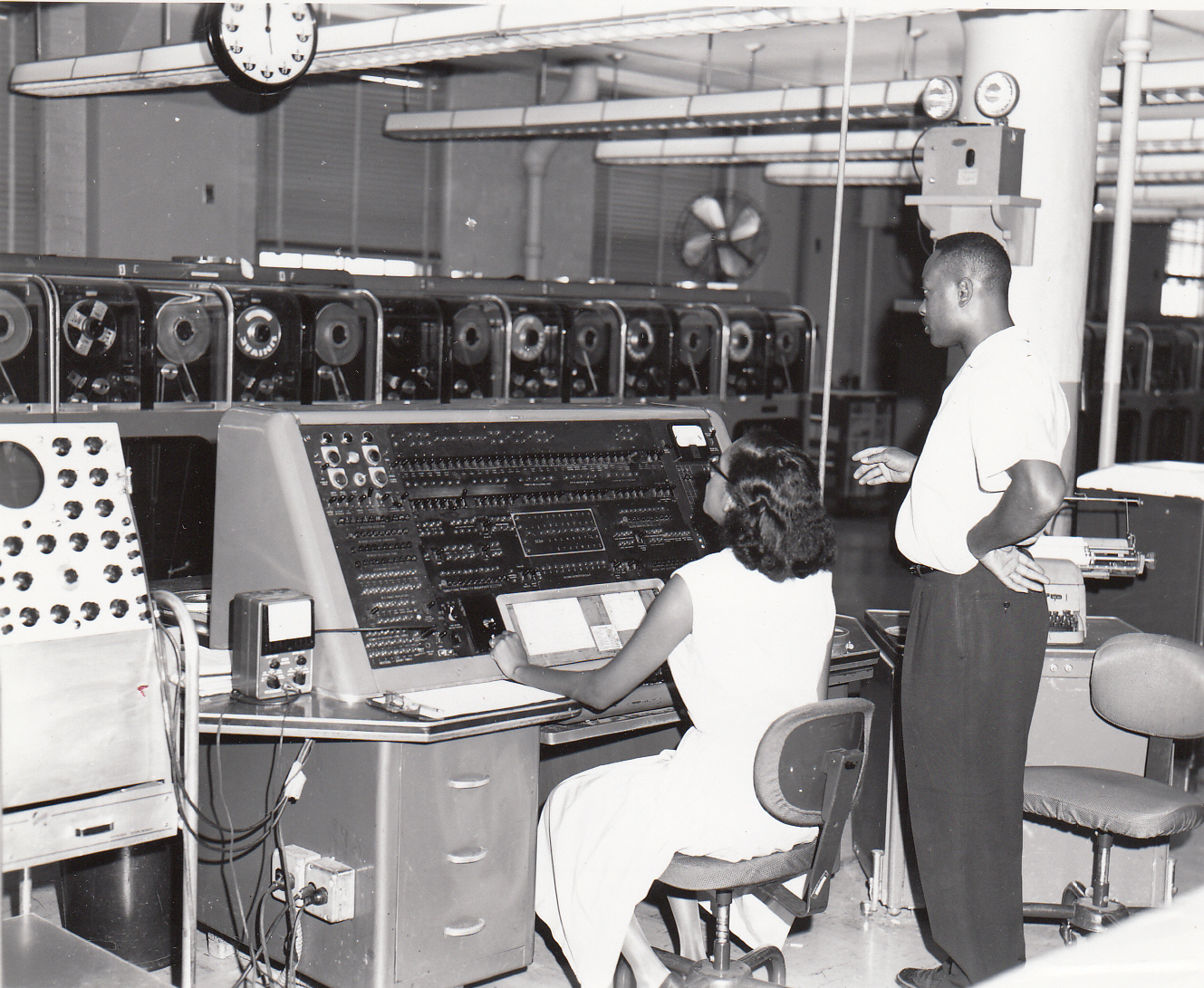
Des employés du Bureau du recensement des États-Unis compilent des données à l'aide de l'un des ordinateurs Univac de l'agence, vers 1960.

L'United States Census (en français recensement des États-Unis) est un recensement décennal exigé par l'Article I de la Constitution des États-Unis, qui précise que les représentations politiques et impôts sont répartis entre les différents États américains ce qui impose qu'un recensement soit effectué tous les dix ans. Le premier s'est tenu en 1790 et le  dernier 24e et dernier à ce jour en 2020.
Ces recensements sont gérés par le Bureau du recensement des États-Unis, une agence fédérale du département du Commerce des États-Unis.

## Histoire
Le premier recensement ayant eu lieu aux États-Unis est le recensement de 1790. Sont alors comptabilisés 3 929 000 habitants. Le dernier dépouillement de recensement selon des méthodes manuelles a lieu lors des opérations de 1880. Herman Hollerith y participe, puis travaille au Bureau américain des brevets et des marques de commerce, où il met au point la carte perforée qui porte son nom. Cette méthode servit à l'automatisation des opérations du recensement de 1890, qui fut la première application d'envergure des techniques mécanographiques dans l'Histoire.
Le recensement est obligatoire aux États-Unis, mais les réponses sont libres. Jusqu'en 1976, se soustraire à la procédure de recensement pouvait entrainer une incarcération. Depuis, les contrevenants s'exposent à une amende de 5 000 dollars (contre 38 euros en France).
La question de la race a été posée dès le départ de l'histoire du pays parce que l'esclavage obligeait à un tel décompte. La question reste toujours posée, mais s'est diversifiée au fil des recensements. Asiatiques déclinés entre pays d'origine puis Hispaniques selon l'origine exacte ont enrichi le corpus de données statistiques. Jusqu'en 1915, les immigrants venus du Proche-Orient devaient s'enregistrer comme « Asiatiques », ce qui leur interdisait l'accès à la nationalité américaine ; ils sont depuis lors intégrés dans le groupe « Blanc ». Depuis l'an 2000, il est possible de choisir plusieurs origines ethniques, seuls les métis noir-blanc furent recensés au XIXe siècle. Ces questions sont facultatives : chacun est libre de cocher ou non les cases concernant l'appartenance ethnique ou linguistique (par exemple pour le groupe hispanique). Mais civisme aidant, le taux de non-réponse est minime. De toute façon, l'origine de l'individu n'est indiquée sur aucun document d'identité (permis de conduire, carte de sécurité sociale ou passeport, la carte d'identité n'existe pas aux États-Unis). Les réponses servent cependant aux nombreux programmes sociaux d'aide à des groupes ciblés. Depuis 1990, le Bureau du recensement permet aux homosexuels de se déclarer concubins au moment de l'enquête démographique.
Le Bureau de recensement a parfois enfreint la règle de confidentialité. Pendant la Seconde Guerre mondiale notamment, il transmet à d'autres administrations des informations ayant conduit à l'internement des résidents d'origine japonaise. Après les attentats du 11 septembre 2001, il communique aux services de renseignement les quartiers comprenant une proportion importante de personnes d'origine irakienne ou égyptienne.
Le recensement permet d'observer les évolutions sociales et culturelles du pays et d'adapter les politiques en matière d'emploi, de santé ou de retraite.